# Tektonik (Dichtung)
In der Dichtkunst spricht man von Tektonik im Sinne eines regelrechten Aufbaus einer Dichtung, deren Teile sich unverrückbar zu einem Ganzen fügen wie beim sogenannten geschlossenen Drama. 
Der Ausdruck in dieser Verwendung stammt von dem Begriffspaar tektonisch–atektonisch Heinrich Wölfflins her, das seinerseits aus der Architektur stammt (siehe Tektonik (Architektur)). Von den Literaturwissenschaftlern Oskar Walzel und Volker Klotz wurde er auf die Gestaltung von Dramen übertragen.